# Omar Khayyám
Ghias-aldin Omar ben Ebrahim Khayyám Neyshapoori var en persisk matematiker, astronom, filosof og digter. Omar ben Ebrahim (Abraham) Neyshaboor betyder Omar søn af Ebrahim fra Neyshaboor. I den tid var fødebyens navn en slags suffix til efternavnet.
Han blev født i provinsbyen Neyshaboor i staten Khorasan i det nord-østlige Iran. Angiveligt den 18. maj 1048 og døde samme sted formentlig den 4. december 1131. Den 18. maj kaldes for Khayyams dag i Iran. Dateringer bygger på på sene kilder. Mange beretninger om ham må derfor henregnes til legendernes verden 
Khayyám bliver kaldt for Omar Khayyám Neishaboori.
Hans videnskabelige arbejde er dokumenteret i en række værker fra hans hånd. Som matematiker knyttes hans navn til en geometrisk metode til løsning af tredjegradsligninger. Som astronom udarbejdede Khayyam en kalender, hvis nøjagtighed overgår den, vi bruger i dag. Det har næppe kunnet lade sig gøre uden at Omar Khayyam har haft et indgående kendskab til Præcessionen. Omar Khayyam henviser også selv til den bedrift i en række digte eller fra hans Rubáiyat, en slags digt af 4 vers, som navnet antyder: Rubé = 1/4 del. Rubáiyat er flertal.
”Om mine Regnestykker Rygtet går
 at de har skabt et mer nøjagtigt År –
 ak nej: Jeg strøg kun af min almanak
ufødt og dødt: I morgen og i går”.

## Rubáiyat
Digttypen Rubáiyat er grundlaget for eftertidens fascination af Khayyám og legenderne om ham. Digtet er en løst struktureret cyklus af epigrammatiske digte (Ruba’i. Flertal Rubaiyat) med en fire-linjet versform, der rimer a/a/b/a. Khayyâm digtede om livets korthed, vin og rus og satte spørgsmålstegn ved jordiske og himmelske autoriteter. En række digte hylder en hedonistisk livsform og indeholder formuleringer, der rejser tvivl om Guds eksistens som en aktiv kraft i det jordiske liv. Alene emnevalget antyder mange muligheder for konflikter med ortodokse islamiske myndigheder. Overleveringen kan meget vel tale sandt, når den beretter, at Khayyam blev tvunget til at drage på en pilgrimsfærd til Mekka ”ikke af fromhed men af frygt".
Ruba’i var en populær versform, og digte, der siden er tilskrevet Khayyám, findes i andre digteres værker. Det har fået nogle forskere til at tro, at ”Hele samlingen må opfattes, ikke som en enkelts arbejde, men som en antologi, der afspejler forskellige aspekter af persisk åndeligt liv og tænkning i 600-år. Khayyám må opfattes en central personlighed, der har fungeret som fokuspunkt for disse strømninger”.

## Oversættelser/gendigtninger
I europæisk sammenhæng bliver problemet ikke mindre af, at Khayyams Rubáiat især er kendt gennem Edward Fitzgeralds oversættelse til engelsk. Denne oversættelse, eller gendigtning, har sit helt eget præg, som har givet den en berettiget plads som én af den victorianske digtnings perler. På den anden side har den også rejst spørgsmålet, om den Rubáyiat som de fleste europæere kender, i højere grad er Fitzgerralds end Khayáms værk.
Det har resulteret i en række udgivelser, som vers for vers giver mulighed for at sammenligne Fitzgeralds gendigtning med en tekstnær oversættelse af originalen
På dansk er det muligt at foretage en sammenligning mellem Thøger Larsens gendigtning af Fitzgerald og Arthur Christensens oversættelse af originalteksten.
En anden oversættelse af Fitzgeralds tekst er foretaget af Aage V. Reiter, Nordiske Landes Bogforlag, Fredericia, 1945.

## Sammenligning
Et af de mest citerede digte lyder hos Thøger Larsen:
”Har jeg et Brød – og under disse Træer,
 Lidt vin og nogle vers – og Dig især,
 som synger for mig i den døde Mark-
 Er Ødemarken Paradiset værd".
Arthur Christensens version antyder, at Thøger Larsen og Fitzgerald har samarbejdet flere digte til ét:
 ”Et brød blot af verdens overflod
 En rede, hvor vi sætte kan vor fod
 Ej herre og ej træl – hvem dette gives 
 Hans er lykken, ham er verden god”
 ”Giv mig et stykke brød af hvede blot
 lidt vin, et fårelår, så er det godt
 sad da i ørknen du og jeg tilsammen
 da var jeg rig som verdens største drot”
Et andet eksempel:
Thøger Larsen:
 ”Der var en Dør, min evne Evne åbned ej
 en Tåge, hvor omsonst jeg søgte Vej
 Jeg syntes, du og jeg blev nævnt en Stund
 Så talte ingen mer om dig og mig”
Arthur Christensen
 ”Bag løndoms slør ej nåede vort blik
 slet intet om livet vi at vide fik
 vort eneste hjem er i støvets mørke
 så lang og svær er livets kronik"